# Yelang
Yelang (chinesisch 夜郎, Pinyin Yèláng) ist der Name eines alten Volkes und alten Reiches. In der Zeit der Streitenden Reiche bis zur Zeit der Han-Dynastie bestand es hauptsächlich im Westen und Norden Guizhous sowie dem Nordosten Yunnans, dem Süden Sichuans und dem Norden Guangxis. Es betrieb hauptsächlich Landwirtschaft und unterhielt zu Anfang der Han-Dynastie Handelsbeziehungen mit den Staaten Nan-Yue, Ba und Shu. Unter Han-Kaiser Wu wurde es 111 v. Chr. in die Präfektur Zangke (牂柯郡) eingegliedert.
In China ist das Reich bis heute wegen eines Sprichwortes (chengyu) bekannt: 夜郎自大, Yèláng zì dà (wörtlich: "Yelang hält sich selbst für groß"), im Sinne von "einen beschränkten Horizont haben und doch dünkelhaft sein; unwissend, aber hochmütig; anmaßend und aufgeblasen".
Eine wichtige neuere archäologische Entdeckung ist die der Kele-Stätte (Kele yizhi, 可乐遗址) aus der Zeit der Streitenden Reiche bis Westlicher Han-Dynastie – Gräber des Königreichs Yelang – in der Gemeinde Kele des Kreises Hezhang des Regierungsbezirks Bijie in der chinesischen Provinz Guizhou. Die Kele-Stätte steht seit 2001 auf der Liste der Denkmäler der Volksrepublik China (5-108).